# Mantisatta longicauda
Mantisatta longicauda là một loài nhện trong họ Salticidae.
Loài này thuộc chi Mantisatta. Mantisatta longicauda được Cutler & Fred R miêu tả năm 1973. Wanless.